# 5882353
5882353（五百八十八万二千三百五十三、ごひゃくはちじゅうはちまんにせんさんびゃくごじゅうさん）は自然数、また整数において、5882352の次で5882354の前の数である。

## 性質
- 405280番目の素数である。1つ前は5882351、次は5882363。
- 4で割ると1が余る素数。フェルマーの二平方定理より二個の平方数の和で表される。
- 5882353 = 5882 + 23532
  - 588と2353をそれぞれ二乗して、2つを加えると5882353になる。このようにx2+y2=x*10(yの桁数)＋yの形でかける素数。
  - 自身の数の並びを変えないで区切った2つの数の平方和が自身になる8番目の数である。1つ前は990100、次は94122353。(オンライン整数列大辞典の数列 A178530)
- n = 8 のときの 10n + 1 で表せる100000001は合成数であるが、素因数として5882353をもつ。(オンライン整数列大辞典の数列 A003021)
  - 17倍すると100000001になる。